# 175 років державному дендрологічному парку «Тростянець» (монета)
«175 ро́ків держа́вному дендрологі́чному па́рку „Тростяне́ць“» — пам'ятна монета номіналом 5 гривень, випущена Національним банком України, унікальній всесвітньо відомій пам'ятці садово-паркової архітектури XIX століття — Державному дендрологічному парку «Тростянець» НАН України, розташованій у південно-східній частині Чернігівської області. Цю пам'ятку створено завдяки зусиллям і за кошти Івана Михайловича Скоропадського методом штучного формування рельєфу. Унікальні колекції інтродуцентів деревних рослин дендропарку занесені до Державного реєстру наукових об'єктів, що становлять національне надбання України.
Монету введено в обіг 15 вересня 2008 року. Вона належить до серії «Флора і фауна».

## Опис монети та характеристики
| Номінал грн. | Метал      | Маса, г | Діаметр, мм | Якість виготовлення       | Гурт     | Тираж, штук |
| ------------ | ---------- | ------- | ----------- | ------------------------- | -------- | ----------- |
| 5            | нейзильбер | 16,54   | 35          | спеціальний анциркулейтед | рифлений | 45 000      |

### Аверс
На аверсі монети розміщено: праворуч на дзеркальному тлі рельєфне зображення лебедя на воді; ліворуч — дзеркальне зображення лебедя на рельєфному тлі води, над ним — номінал «5»/ «ГРИВЕНЬ», угорі праворуч — малий Державний Герб України, півколом напис — «НАЦІОНАЛЬНИЙ БАНК УКРАЇНИ» (праворуч), унизу — рік карбування монети «2008» та логотип Монетного двору Національного банку України.

### Реверс

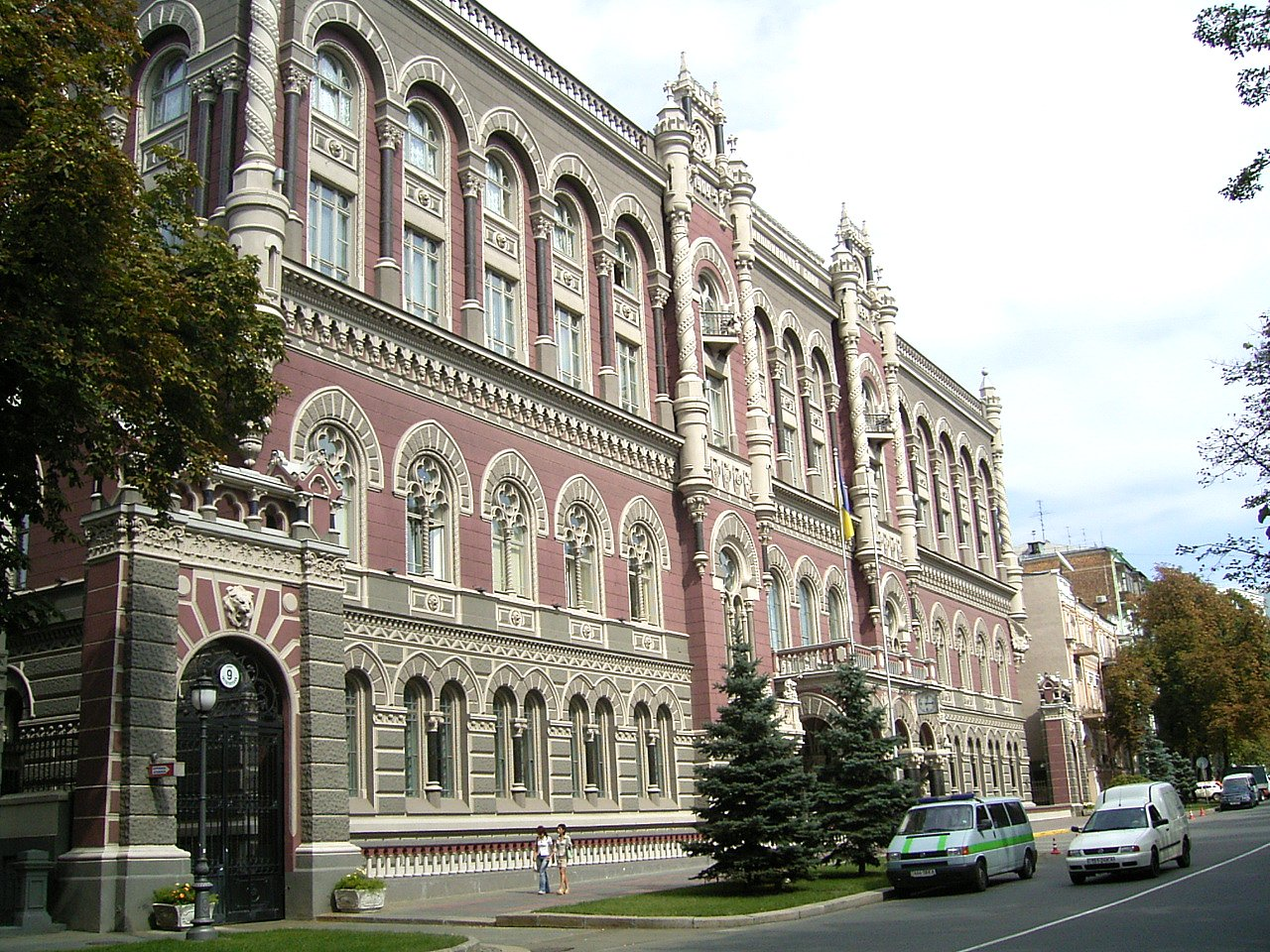
Будівля Національного банку України

На реверсі монети на тлі стилізовано зображеного ставку та парку праворуч розміщено скульптурний портрет його засновника та напис під ним «ІВАН»/ «СКОРОПАДСЬКИЙ»/ «1804-1887», ліворуч — «175»/«РОКІВ», по колу — напис — «ДЕРЖАВНИЙ ДЕНДРОЛОГІЧНИЙ ПАРК» (ліворуч), «ТРОСТЯНЕЦЬ» (угорі).

## Автори
- Художники: Таран Володимир, Харук Олександр, Харук Сергій
- Скульптори: Іваненко Святослав, Атаманчук Володимир

## Вартість монети
Ціна монети — 20 гривень була вказана на сайті НБУ в 2013 році.
Фактична приблизна вартість монети з роками змінювалася так:
| Рік        | 2010 | 2011 | 2012 | 2013 | 2014 | 2015 | 2016 | 2017 | 2018 | 2019 | 2020 | 2021 | 2022 | 2023 | 2024 | 2025 |
| ---------- | ---- | ---- | ---- | ---- | ---- | ---- | ---- | ---- | ---- | ---- | ---- | ---- | ---- | ---- | ---- | ---- |
| Ціна, грн. | 25   | 25   | 30   | 30   | 26   | 40   | 50   | 60   | 70   | 70   | 75   | 80   | 85   | 145  | 180  | 200  |